# Alue Dua (Ranto Peureulak)
Alue Dua is een bestuurslaag in het regentschap Aceh Timur van de provincie Atjeh, Indonesië. Alue Dua telt 635 inwoners (volkstelling 2010).